# Josef Franta Šumavský

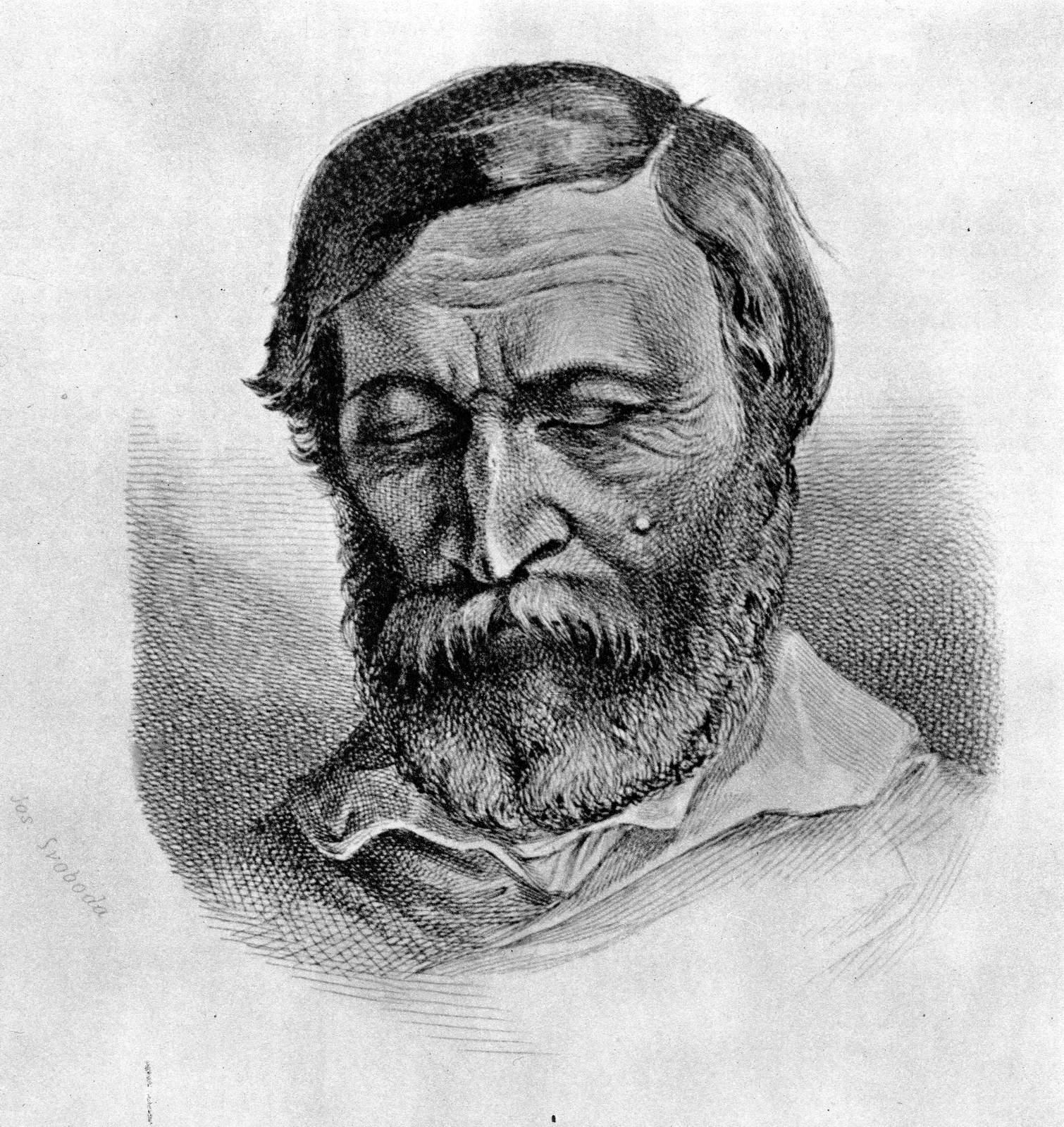
Josef Franta Šumavský
Zeichnung von Josef Svoboda

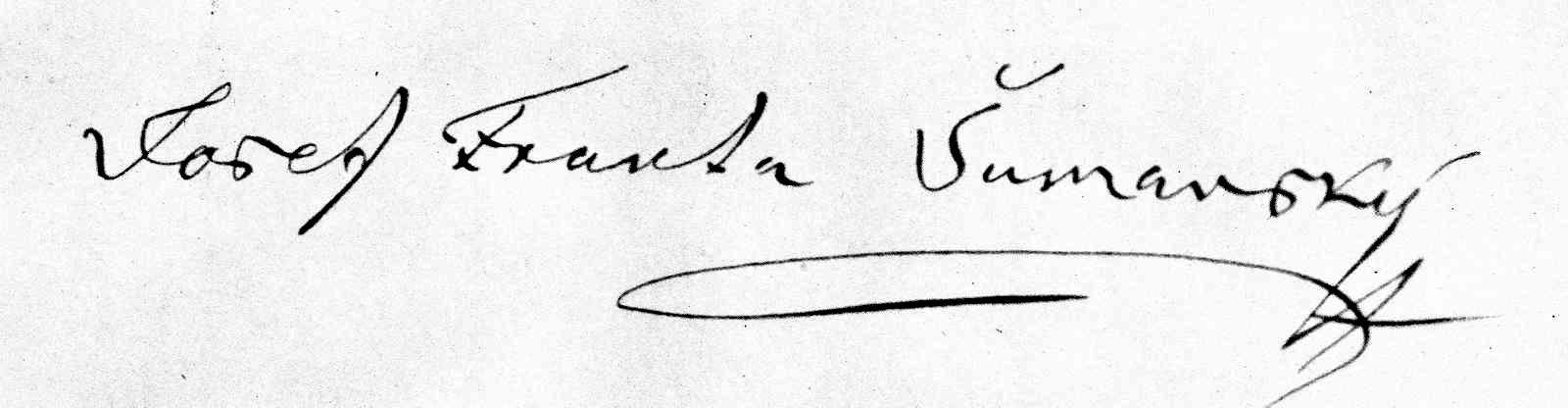
Unterschrift

Josef Franta Šumavský (* 27. November 1796 in Poleňka; † 22. Dezember 1857 in Prag) war ein tschechischer Schriftsteller, Pädagoge, Schriftgelehrter und Patriot.

## Person
Die böhmische Heimat, die tschechische Sprache und die Slawistik, waren der wahre Glaube des jungen Theologen. Als Josef Franta in Poleňka nördlich von Pollin geboren, zog es in immer wieder in den Böhmerwald, auf Tschechisch Šumava, daher auch die Namensableitung Šumavský. 1825 ließ er jedoch das Studium der Theologie sein und widmete sich fortan der Schriftstellerei. Nebenher gab er Privatunterricht, schrieb für Unterhaltungszeitschriften und war Lektor in einer Druckerei.
Josef Franta gehörte in den 1840er Jahren zu den Hauptorganisatoren des patriotischen Lebens. Eduard Bass schrieb über ihn: „Bei allem, was für die Nation gut war“ … „überall gern gesehen, überall beliebt für seinen Eifer, Begeisterungsfähigkeit und sein ergebenes, treu dienendes und allen helfendes Herz“.
Im Revolutionsjahr 1848 war er Mitglied der Nationalausschuss (Národní výbor), Mitglied der Versammlung der Slawischen Linde (Výbor slovanské lípy), Teilnehmer am Slawischen Kongress (Slovanský sjezd). Mit seinen Ansichten gehörte er mehr dem radikalen Flügel an. In der Zeit der Junirevolution kämpfte er auf den Prager Barrikaden.

## Werke
Als Pädagoge zählt er zu den Pionieren in der Vermittlung von Grundkenntnissen im Sachunterricht und Lesen. Er arbeitete zusammen mit Karel Slavoj Amerling, mit dem er auch die Lehrerzeitschrift Posel z Budče redigierte. Er zählte seinerzeit zu den besten Kennern der tschechischen und slawischen Sprachen und brillierte mit seiner vergleichenden Philologie und Lexikographie. Er war an den vorbereitenden Arbeiten des Jungmann-Lexikons beteiligt und gab selbst einige grammatische Lehrschriften heraus.
Er schrieb Gedichte, Erzählungen, Zeitungsartikel und Fachabhandlungen, schrieb Lehrbücher und war als Übersetzer tätig.
Eines der bedeutendsten Werke ist sein Großes Deutsch-Tschechisches und Tschechisch-Deutsches Wörterbuch aus den Jahren 1846 bis 1851. Darin ist der damalige Stand der Rechtschreibung festgehalten.